# Понгал
Понгал, понгаль или тай-понгал (там. தைப்பொங்கல்) — индуистский праздник урожая, традиционно посвящённый богу Солнца Сурье и празднуемый тамильцами в индийском штате Тамилнад и на Шри-Ланке. В других регионах этот фестиваль называется Макара-санкранти. Целью Понгала является выражение благодарности богу Солнца за собранный урожай и предложение ему первых собранных зёрен. Понгал на тамильском языке означает «перекипать» или «переливаться через край». Для тамильцев, перекипающее молоко символизирует материальное процветание.
Праздник отмечается в период с 13 по 15 января по григорианскому календарю, что в тамильском календаре соответствует периоду от последнего дня месяца Маргажи до третьего дня месяца тай. Таким образом, Понгал также символизирует начало нового месяца тай.
Понгал также отмечает день зимнего солнцестояния и начала движения Солнца на север, которое в индийской астрологии называется Уттараяна.